# Akko (gènere)
Akko és un gènere de peixos de la família dels gòbids i de l'ordre dels perciformes.

## Morfologia
- Boca grossa i quasi vertical.
- La mandíbula superior és lleugerament extensible.
- Les dents canines són molt llargues i àmpliament separades.
- La mandíbula inferior té dues fileres de dents.
- Ulls diminuts (2-3% de la longitud del cap).
- No presenten línia lateral.
- Aletes dorsal i anal unides a l'aleta caudal.
- El cos té escates petites, llises i no superposades, mentre que el cap i la base de l'aleta pectoral no en tenen.

## Taxonomia
- Akko brevis (Günther, 1864)
- Akko dionaea (Birdsong & Robins, 1995)[3][4]
- Akko rossi (Van Tassell & Baldwin, 2004)[5][6][7][8][9][10]